# 郝书辰
郝书辰（1964年7月—），男，汉族，山东莘县人，中华人民共和国政治人物。曾任中央经济责任审计工作部际联席会议办公室主任。现任中华人民共和国审计署党组成员。